# كرايشتال
كرايشتال (بالألمانية: Kraichtal) هي مدينة وبلدة ألمانية تقع في ألمانيا في بادن-فورتمبيرغ. يقدر عدد سكانها بـ 14,914 نسمة .

## المدن التوأمة
مدينة Menzingen هي مدينة توأمة لـكرايشتال.